# Ouro Preto
Ouro Preto ('Or Negre') és un municipi brasiler de l'estat de Minas Gerais, famós per la seva magnífica arquitectura del període colonial. La seva població estimada el 2004 era de 68.208 habitants, i és a una altitud de 1.179 m. Fins a l'any 1823, el municipi era conegut com Vila Rica.
Va ser la primera ciutat brasilera a ser declarada, per la UNESCO, Patrimoni de la Humanitat, l'any de 1980.

## Història
Ouro Preto va ser fundada a finals del segle XVII, en plena febre de l'or al Brasil, quan exploradors portuguesos van descobrir importants jaciments a la regió de Minas Gerais. Inicialment coneguda com a Vila Rica, va esdevenir ràpidament un dels centres miners més importants de l'imperi portuguès, atraient milers de colons, esclaus africans i artesans europeus. L'enorme producció d'or va finançar la metròpoli i va estimular l'arquitectura i les arts, donant lloc a un ric patrimoni barroc, amb esglésies ornamentades i obres mestres d'artistes com Aleijadinho.
Durant el segle XVIII, Vila Rica es va convertir en un focus de tensions contra la corona portuguesa, especialment per les altes taxes i el control rigorós sobre l'extracció d'or. Aquest malestar va culminar en la Conjuració Mineira de 1789, una conspiració independentista liderada per Tiradentes, qui seria capturat i executat. Malgrat el fracàs de la revolta, es va convertir en un símbol de la lluita per la independència del Brasil, assolida el 1822.
El 1823, la ciutat va rebre el nom d'Ouro Preto i es va convertir en la primera capital de Minas Gerais, un paper que va mantenir fins al 1897, quan Belo Horizonte va ser escollida com a nova capital. Amb el declivi de l'extracció d'or, Ouro Preto va perdre influència econòmica, però el seu llegat històric i arquitectònic es va preservar.

## Economia
Malgrat que actualment l'economia d'Ouro Preto depèn molt del turisme, hi ha també importants indústries metal·lúrgiques i de mineria a la ciutat, tals com l'Alcan-Alumínio do Brasil (la més important fàbrica d'alumini del país), la Companhia Vale do Rio Doce, i d'altres. Les principals activitats econòmiques són el turisme, la indústria de transformació i les reserves minerals del seu subsòl, tals com ferro, bauxita, manganès, talc i marbre.
Els minerals més importants són: l'or, l'hematita, la dolomita, la turmalina, la pirita, la moscovita, el topazi i el topazi imperial, aquest últim només es troba a Ouro Preto.

## Turisme
Malgrat tenir la major part dels atractius turístics en la seva arquitectura i la seva importància històrica, el municipi conté també un ric i variat ecosistema al seu entorn, amb una enorme àrea de bosc nadiu gràcies a la protecció del sistema brasiler de parcs nacionals; el més recent d'aquests se situa a prop del districte de San Bartolomé.
Ouro Preto també destaca per la seva activitat cultural. Cada any s'hi celebra el Festival d'Hivern d'Ouro Preto i Mariana - Fórum das Artes ('Fòrum de les Arts', al juliol) i el Fórum das Letras ('Fòrum de les Lletres', al novembre). A més d'aquests dos grans esdeveniments, té una rica activitat cultural al llarg de tot l'any. El centre històric de la ciutat va ser declarat Patrimoni de la Humanitat per la UNESCO l'any 1980.

## Personatges il·lustres
- Alphonsus de Guimaraens, poeta.

## Galeria d'imatges

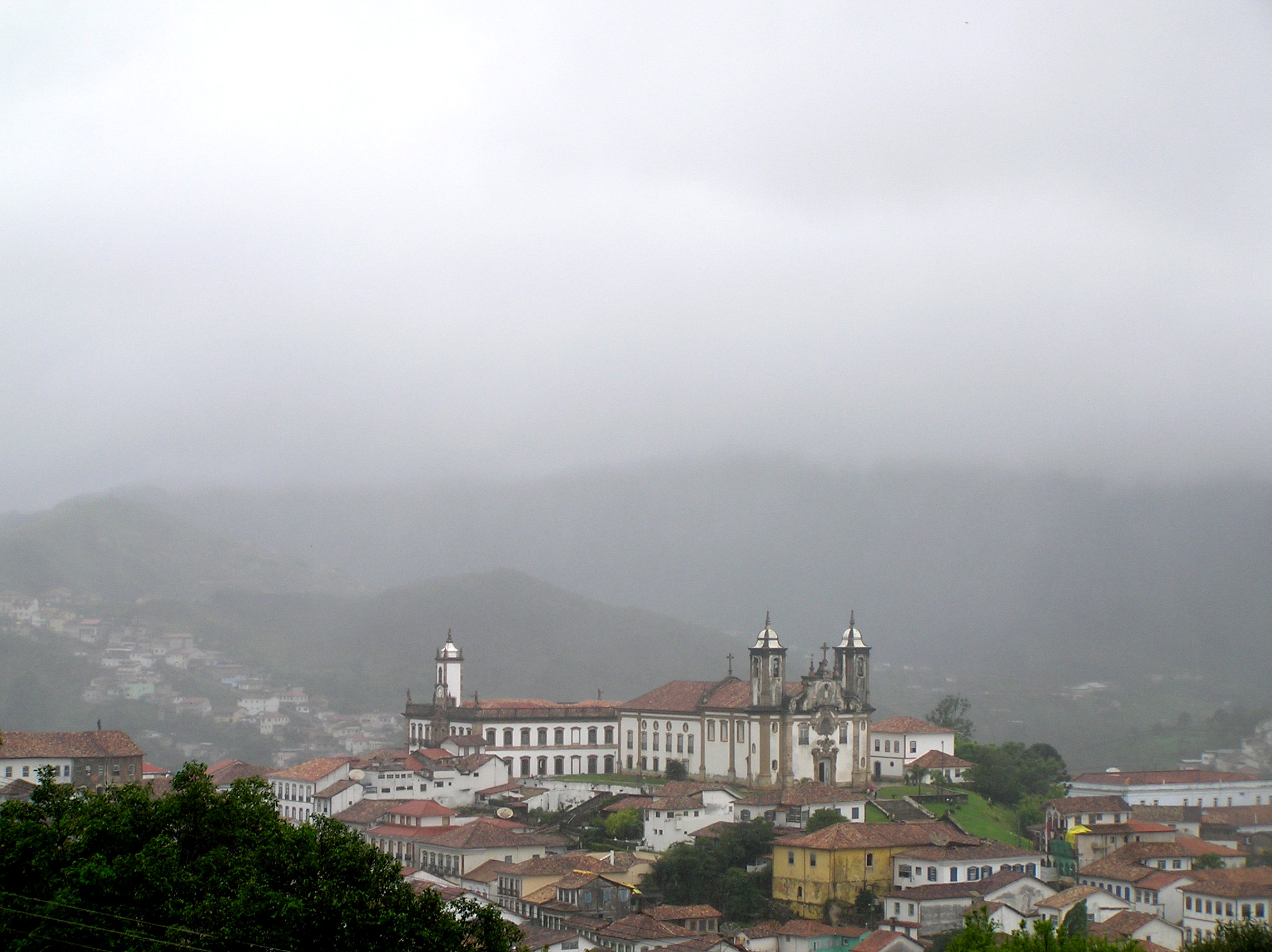
Església del Carme (do Carmo), a Ouro Preto